# Cameron Kurle
Cameron Roland Kurle, noto come Cam Kurle (19 luglio 1997), è un nuotatore britannico. Ha rappresentato la Gran Bretagna ai Giochi olimpici estivi di Rio de Janeiro 2016, concludendo al trentacinquesimo posto in classifica nei 200 metri stile libero.

## Palmarès

### Per la Gran Bretagna
- Europei

Glasgow 2018: oro nella 4x200m sl e bronzo nella 4x200m sl mista.
- Giochi europei

Baku 2015: oro nella 4x100m sl, argento nei 200m sl e nella 4x200m sl.

### Per l'Inghilterra
- Giochi del Commonwealth

Gold Coast 2018: argento nella 4x100m sl e nella 4x200m sl.
Birmingham 2022: argento nella 4x100m sl.